# Непобедимите
„Непобедимите“ (на английски: The Expendables) е американски екшън филм от 2010 г., по сценарий на Дейвид Калахам и Силвестър Сталоун, който също е режисьор и актьор в главната роля. Във филма още участват: Джейсън Стейтъм, Джет Ли, Долф Лундгрен, Ерик Робъртс, Ранди Кутюр, Стив Остин, Дейвид Зайас, Жизел Итие, Каризма Карпентър, Гари Даниелс, Тери Крюс, Мики Рурк, Брус Уилис и Арнолд Шварценегер. Филмът е издаден в Съединените щати на 13 август 2010 г. Това е първата вноска в филмовата поредица със същото име. Това е първият филм на Долф Лундгрен, след „Джони Мнемоник“ (1995) и последният филм на Стив Остин, преди „Дърти хлапета 2“ (2013).
Филмът е за група от елитни наемници, натоварени с мисия да свалят латиноамерикански диктатор, когато скоро откриват, че са просто марионетка, контролирана от безмилостен бивш агент на ЦРУ. Тя отдава почит на екшън филмите от края на 80-те и началото на 90-те години. Разпространява се от Lionsgate.
„Непобедимите“ получава смесени отзиви, възхвалявайки екшън сцените, но критикувайки липсата на история. Въпреки това той е бил търговски успешен, номер едно в боксофиса в САЩ, Обединеното кралство, Китай и Индия, и спечелил общо $274 милиона в световен мащаб. Продължението, „Непобедимите 2“, е пуснат на 17 август 2012 г., а другото продължение, „Непобедимите 3“, е пуснат на 15 август 2014 г.

## Сюжет
„Непобедимите“, група от елитни наемници със седалище в Ню Орлиънс, разположени в Аденския залив, за да спасят заложници на кораб от сомалийски пирати. Екипът се състои от лидер Барни Рос, специалист по остриета Лий Коледа, майстор по бойни изкуства Ин Янг, военен ветеран Стрелец Йенсен, специалист по оръжия Хейл Цезар и експерт по разрушаване Тол Роуд. Дженсън предизвиква престрелка, причинявайки жертви на пиратите. След това той се опитва да обеси пират, но Ян го спира, когато Рос и екипът го обезсърчават. Рос неохотно го освобождава от екипа. По-късно Коледа е разстроена, за да открие, че приятелката му Лейси го е оставила за друг мъж.
Рос и съперник Трен Маузер посещават „г-н Църква“ за мисия. Тренч предава договора на Рос, който ще свали диктатора Генерал Гарза във Вилена, остров в Мексиканския залив. Рос и Коледа летят за Вилена за тайно разузнаване и се срещат с тях, Сандра, но са открити. Разкрива се, че бившият служител на ЦРУ Джеймс Мънрое държи Гарса на власт като фигура за собствените си спекулантски операции, докато Сандра е разкрита като дъщеря на Гарза. Рос прекратява, но Сандра отказва да напусне Вилена. Междувременно Дженсън приближава Мънроу, за да му помогне, а Гарза се гневи още повече, когато Сандра е на борда за информация от Мънроу. Междувременно, Лейси е била физически малтретирана от новия си мъж, така че Коледа бие него и приятелите му, разкривайки какво прави за препитание. Рос и групата откриват, че Църквата е ЦРУ, а истинската мишена е Мънрое, който се е оттеглил и е обединил сили с Гарза, за да запази парите на наркотиците, които финансират ЦРУ, но ЦРУ не може да си позволи да убие един от техните собствени директно заради лоша публичност. Рос се среща с експерт по татуировки и приятел Инструмент, за да изрази чувствата си. Инструментът признава, че позволява на жена да се самоубие, вместо да я спаси. След това Рос е мотивиран да се върне сам за Сандра, но Янг го придружава. Дженсън и наети мъже ги преследват по пътя, завършвайки в изоставен склад, където Янг и Дженсън се бият за втори път. Рос стреля по Дженсън, когато се опитва да наточи Ян на тръба. Дженсън оспорва и дава оформлението на двореца на Гарза. Рос се качва на самолета с Янг и намира останалата част от екипа в очакване.
След това те проникват в съединението на Гарза. Мислейки, че Мънрое е наел екипа да го убие, Гарса е нарисувал лицето на войниците си, подготвяйки ги за битка. Екипът изгражда експлозиви в целия обект, но Рос, докато спасява Сандра, е заловен от поддръжниците на Мънроу. Екипът го спасява и убива англичанина, но мъжете на Гарза го притискат, докато Пейн се бори с Рос. Цезар се бори, а Пейн избяга. Най-накрая Гарса се изправя срещу Мънроу, като му нарежда да върне парите му. Вместо това, докато Гарза събира хората си срещу американците, Мънроу го убива и избягва с Пейн и Сандра. Мъжете на Гарза откриват огън срещу отбора, който си пробива път, взривявайки взривните вещества и унищожавайки съединението. Тол убива Пейн, като го изгаря жив, докато Рос и Цезар успяват да унищожат хеликоптера, преди Мънрое да избяга. Рос и Коледа настигат Мънроу, убивайки го и спасявайки Сандра. По-късно Рос връчва на Сандра своята мисия, за да възстанови Вилена.
На финалната сцена екипът се завърна у дома и празнува в салона за татуировки на Инструмента с възстановяването и вече изкупен Дженсън. Коледа и инструмента играят игра на хвърляне на нож, по време на която Коледа съставя подигравателна поема за Инструмент, след това хвърля булсик отвън на сградата.

## Актьорски състав
| Изпълнител         | Роля                       |
| ------------------ | -------------------------- |
| Силвестър Сталоун  | Барни Рос                  |
| Джейсън Стейтъм    | Лий Кристмас               |
| Джет Ли            | Ин Янг                     |
| Долф Лундгрен      | Гънър Дженсън              |
| Ерик Робъртс       | Агент Джеймс Мънроу        |
| Ранди Кутюр        | Тол Роуд                   |
| Стив Остин         | Даниел „Дан“ Пейн          |
| Дейвид Зайас       | Генерал Гарза              |
| Жизел Итие         | Сандра Гарза               |
| Каризма Карпентър  | Лейси                      |
| Гари Даниелс       | Лорънс „Британецът“ Спаркс |
| Тери Крюз          | Хейл Цезар                 |
| Мики Рурк          | Тул                        |
| Брус Уилис         | Агент Чърч                 |
| Арнолд Шварценегер | Трент „Тренч“ Маус         |

## Български дублаж
| Озвучаващи артисти  | Елисавета Господинова Георги Георгиев-Гого Николай Николов Васил Бинев Здравко Методиев |
| Преводач            | Ирина Ценкова                                                                           |
| Тонрежисьор         | Цветомир Цветков                                                                        |
| Режисьор на дублажа | Димитър Кръстев                                                                         |

| Озвучаващи артисти  | Татяна Етимова Иван Танев Тодор Георгиев Борис Кашев Чавдар Монов |
| Преводач            | Георги Михайлов                                                   |
| Тонрежисьор         | Евгени Желязков                                                   |
| Режисьор на дублажа | Виолета Георгиева                                                 |

## Филми от поредицата за „Непобедимите“
Поредицата „Непобедимите“ включва 4 филма:
- „Непобедимите“ (2010)
- „Непобедимите 2“ (2012)
- „Непобедимите 3“ (2014)
- „Непобедимите 4“ (2023)